# Fecal Matter
Fecal Matter (МФА: [ˈfiːkəl ˈmætər]; букв. — «фекальное вещество») — американская панк-рок-группа из Абердина, штат Вашингтон, созданная в 1985 году Куртом Кобейном, который позже стал известен как вокалист и гитарист гранж-группы Nirvana.

## История группы
Группа была основана в начале 1985 года Куртом Кобейном, Дейлом Кровером и Грегом Хокансоном, под впечатлением от выступления Black Flag в олимпийском клубе «Tropicana» 24 сентября 1984 года, ради посещения которого Кобейну пришлось продать часть своей коллекции пластинок. Первые репетиции коллектива прошли в спальне Хокансона, которую Кобейн окрестил «Тюрьмой». Свои первые результаты группа записала на бумбокс Кровера, однако запись получилась сильно искаженной. Исполнения были в основном инструментальными, а среди записанных песен присутствовало несколько каверов, включая «(Theme From) The Monkees», «Nobody’s Fault but Mine» и «Carbona Not Glue». Спустя несколько месяцев Fecal Matter записали очередное демо, на этот раз в ванной комнате одной из знакомых группы. Хокансон: «Мы записали музыку, а затем проиграли её на другом проигрывателе для записи вокала Курта, который пел прямо в бумбокс». В декабре, перед тем как Хокансон покинул группу, Fecal Matter сыграли концерт на разогреве у Melvins.
Весной 1986 года, Кобейн и Кровер отправились в дом тёти Кобейна, Мэри Эрл, и за два дня, на 4-дорожечный магнитофон «ТЕАС» записали демо-альбом Illiteracy Will Prevail. Кобейн спел и сыграл на электрогитаре, а Кровер на бас-гитаре и ударных. В начале мая группа как «Brown tower» дает концерт в GESCO Hall на разогреве у Melvins. Курт читал стихи поверх импровизационной музыки Дейла и База Осборна. Среди исполненых песен была «Sky Pup» спустя 7 лет перезаписанная Melvins, вместе с Куртом на гитаре для альбома Houdini. Позже, позицию бас-гитариста занял Базз Осборн, а Майкл Диллард заменил Кровера на ударных. Спустя несколько репетиций группа распалась, в частности, из-за того, что Кобейн разочаровался в Осборне, так как посчитал, что он недостаточно серьёзно относится к группе, после того, как отказался покупать усилитель для бас-гитары.

## После распада
После распада группы Кобейн начал распространять демокассету среди друзей и знакомых, в надежде создать новую группу. Кобейн был определённо горд этой демо-записью. Для него она была доказательством его таланта. Кобейн изъявил желание попробовать поиграть с другом — Кристом Новоселичем. Курт передал ему копию кассеты, надеясь, что это убедит Криста создать группу. Прослушав демо (ему понравилась песня «Spank Thru»), Новоселич согласился примкнуть к Кобейну в середине 1986 года. Позднее группа станет известна под названием Nirvana.

## Дискография
- Illiteracy Will Prevail

1. «Sound of Dentage» — 3:29

(отрывки из фильма «Безумие анаши») — 0:32
1. «Bambi Slaughter» — 3:33
2. «Laminated Effect» — 2:17
3. Название неизвестно («Control») — 2:36
4. Название неизвестно («Class of '86») — 3:55
5. Название неизвестно («Blather’s Log») — 2:05
6. Название неизвестно («Anorexorcist») — 8:54
7. Название неизвестно («Accusations») — 4:48
8. «Spank Thru» — 3:49
9. Название неизвестно («Insurance») — 1:28
10. Название неизвестно («Buffy’s Pregnant») — 4:15
11. «Vaseline» — 2:21
12. «Downer» — 3:04
13. «Instramental» (инструментальная версия седьмого трека) — 1:39

(отрывок песни Devo «Turnaround») — 1:15
(гитарные риффы песен альбома)

## Участники группы
Первый состав (1985)
- Курт Кобейн — вокал, гитара
- Дейл Кровер — бас-гитара
- Грег Хокансон — ударные

Второй состав (1985—1986)
- Курт Кобейн — вокал, гитара
- Дейл Кровер — ударные, бас-гитара, бэк-вокал

Третий состав (1986)
- Курт Кобейн — вокал, гитара
- Базз Осборн — бас-гитара
- Майк Диллард — ударные